# Edifici al passatge Regull (Vilafranca del Penedès)
L'Edifici al passatge Regull és una construcció del municipi de Vilafranca del Penedès (Alt Penedès) inclosa en l'Inventari del Patrimoni Arquitectònic de Catalunya. L'edifici està situat en el carrer dels Ferrers, d'origen medieval, dins de l'antic recinte emmurallat, en una zona d'arquitectura heterogènia i de terciarització.
És un edifici entre mitgeres, de quatre crugies, una de les quals forma el passatge d'Enric Regull, entre el carrer de la Fruita i el dels Ferrers. Està format per planta baixa, entresòl i dos pisos. A l'altura del primer pis hi ha una balconada correguda amb portes coronades per frontó clàssic. El conjunt respon a les característiques del llenguatge neoclassicista.